# 不依赖空气推进

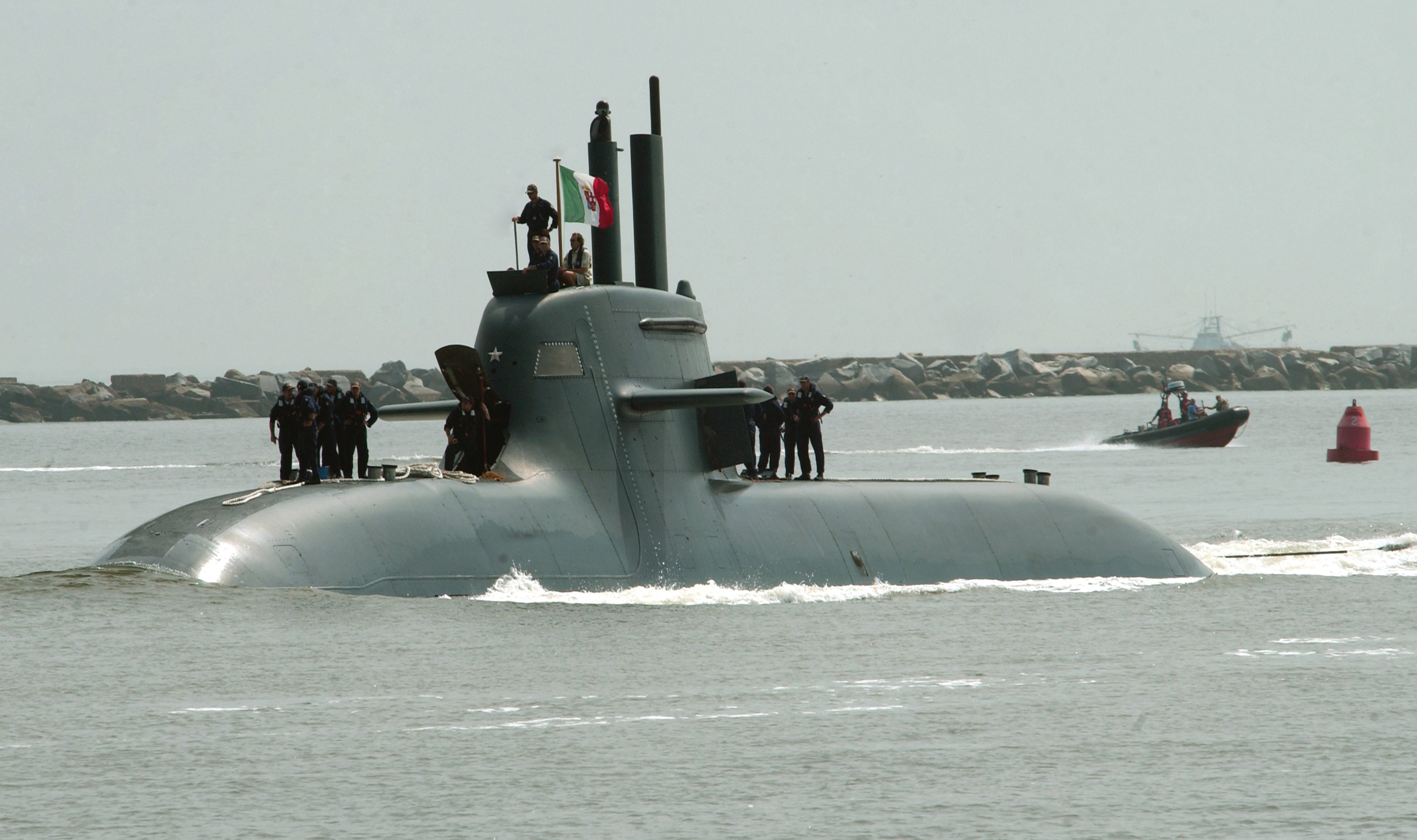
意大利S-526 AIP潛艦

不依赖空气推进（AIP、亦稱：不倚賴空氣推进），是指在無需获取外界空气中氧气的情況下也能夠長時間地驱动潜艇的技术。使用该技术的潜艇的自持力比一般需要上水面換氣的柴電潜艇大一倍以上，即連續的潛航時間及潛航距離較長，但仍不能和核潛艇相提並論。

## 动力
闭式循环柴油机（CCD）AIP、斯特林发动机（SE）AIP以及燃料电池（FC）AIP。这三种AIP方案都已被各海军强国分别采用；如英国、荷兰等已采用CCDAIP方案，瑞典等已采用SEAIP方案，德国已采用FCAIP方案。

### 内部氧气供给

#### 历史
1935年，苏联第18中央设计局的设计师S.A.Bazilevskiy提出了在潜艇中使用不依赖空气系统并在M-92号潜艇上实验，并取得了大量的实验数据。不过那时该项技术并未成熟，该设计师将不依赖空气技术也仅仅作为一种实验课题提出。
第二次世界大战中，德国沃尔特公司尝试在潜艇中使用压缩过氧化氢作为柴油机水下的氧气来源。原理是在水下运作的时候透过燃机的热能及過锰酸钾的催化能力使过氧化氢分解出氧气供给柴油机使用。后来德国建造了少数这种不依赖空气推进潜艇，其中一艘U-1407艇在战争末期被鑿沉，战后又被英国人打撈修復重新服役，改名为陨星号（HMS Meteorite），之后英国根据陨星号又建造了两艘相同的潜艇探索者号（HMS Explorer）和神剑号（HMS Excalibur）。
战后苏联又重新开始了过氧化氢燃料的实验，但由于过氧化氢在转化氧气时的极端不稳定使它最后被放弃。苏联和英国在看到美国已经拥有潜艇可用的核反应堆之后都开始了自己的核动力研究而放弃了进一步的研究。但这项推进系统仍然在苏联和英国的鱼雷之中使用，然而这种不稳定的燃料依然造成了英国皇家海军西顿号和俄罗斯海军库尔斯克号核潜艇的惨剧。

#### 闭式循环柴油机
闭式循环柴油机技术是让潜艇柴油机可以像在水面运作一样在潜行的时候运作，一般来说是使用製氧剂，或压缩液态氧气来提供柴油机所需的氧气。由于金属会在纯氧环境中燃烧，所以一般来说闭式循环柴油机中运作所需氧气都会加入杂质气体，比如氩气或者柴油机产生的废气。
苏联非常看重这种技术，在冷战时期建造了30艘特殊动力的Q级潜艇——潜艇拥有三台燃机，两台为正常燃机，一台为闭式循环燃机，透过压缩液态氧气提供燃机需氧。但这种技术的不稳定使得Q级潜艇的名声非常差，其中M-256潛艇因火灾引发液态氧气爆炸使得潜艇沉没，而因此Q级也被冠上了“火柴棍（matchsticks）”的外号，全部Q级艇在20世纪70年代前期被全部解体。
德国海军205型艇U1号也是建造用于进行闭式循环柴油机的艇，实验中潜艇动力输出可以达到3000马力（2.2兆瓦）。
法國奧古斯塔級潛艇90B型。
法国与西班牙合作研制的鲉鱼级潜艇可選。

#### 史特林式轮机系统
瑞典Kockums造船公司为瑞典海军建造了三艘安装了史特林引擎系统的试验性哥特兰级潜艇。这种潜艇所装的史特林式轮机系统以液态氧搭配柴油机作为动力原理并加装75千瓦的发电机作为推进电力并为电池充电。这种不依赖空气推进系统可以让1500吨的潜艇的潜航自持力达到9节14天。
Kockums公司也将这种史特林式轮机系统出口给日本，日本新型潜艇将会装备这种史特林式轮机系统。其中的苍龙号潜艇已于2007年12月5日下水，并将于2009年3月交付海上自衛隊。
据相关报道，部分中国潜艇如32型潜艇、039A/B/C型潜艇已采用斯特林发动机（SE）AIP技术，采用的熱空氣引擎（Stirling Engine）是一种由外部供热使气体在不同温度下作周期性压缩和膨胀的闭式循环往复式引擎。

### 燃料电池

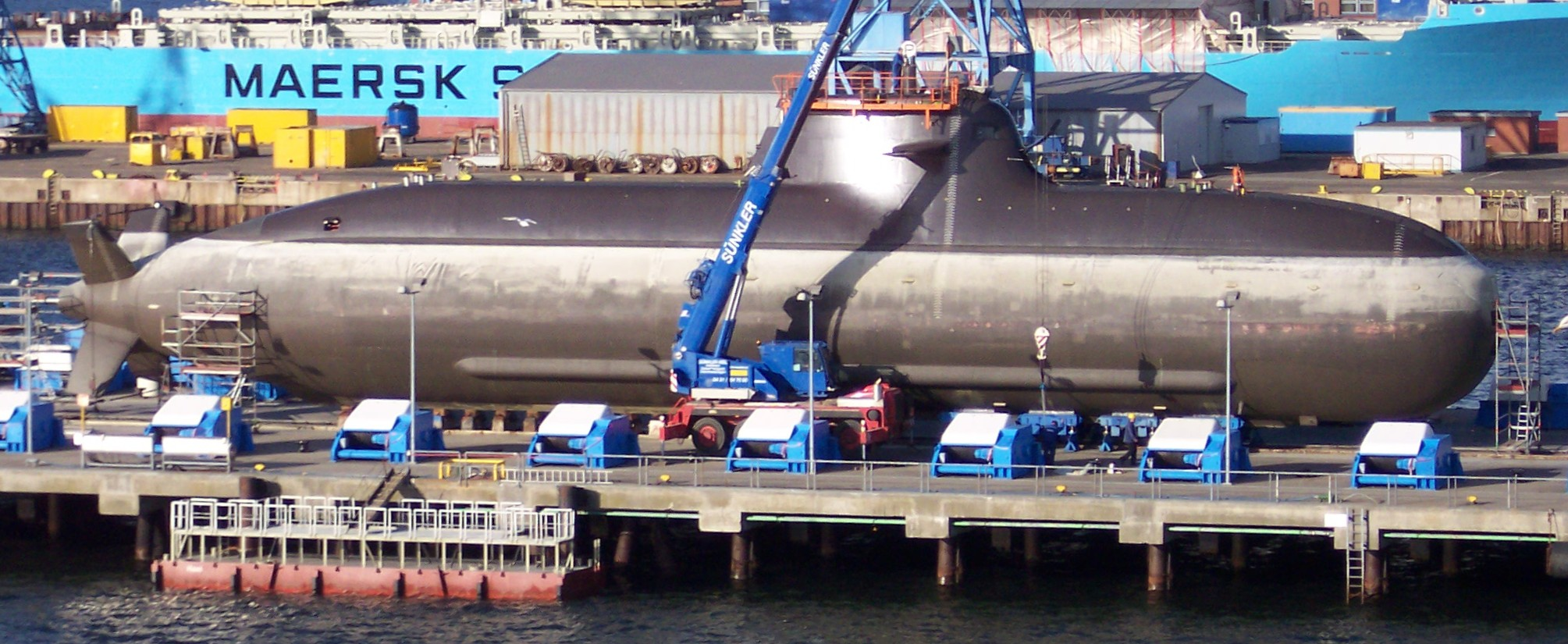
船坞中装备燃料电池组的德国海军212型潜艇

西门子公司设计出了一种输出功率可以达到30至50千瓦的燃料电池。德国海军的212A型艇中将9个这种电池作为一组电池组装备于潜艇中。而后209型和214型也使用了这种技术，在这些潜艇上装备的是输出功率为120千瓦的电池组。

## 各國的不依赖空气推进潜艇
美國因為負擔得起昂贵的核潛艇及对淺水區作戰能力的需求不迫切，所以並無發展AIP系統。从另一方面来说，核动力潜艇也属AIP，但一般将核潜艇独立分类，不算入常規動力级別的AIP潜艇中。
日本本身并无聲明擁有此项技术，而是从瑞典引进了斯特林发动机並由川崎重工生產。日本本身擅長燃料電池技術，但因為現行的質子交換膜燃料電池技術無法滿足日本做大型潛艦的需求，故不採用。此外据说针对日本的相关动作，韩国也正在向瑞典申请要求引进同类型斯特林发动机。
中国官方证实也擁有該技術，並承認中方也从瑞典引进了斯特林发动机技术並加以仿制及改良，並在中国海军的039A/B型潜艇得到實用化，也就代表相關技術早已成熟。2021年12月21日，中方官媒《環球時報》說，中國船舶集團（CSSC）在微信公眾平台上宣布，旗下第711研究所打造第1具大功率史特靈引擎通過了性能測試。而它的額定功率達320千瓦，功率轉換效率為40%，是目前全球已知功率最大的史特靈引擎。

### 装备不依赖空气推进系统的潜艇
- 法國奧古斯塔級潛艇90B型（使用閉式循環機），服役於巴基斯坦海軍；

- 瑞典哥特蘭級潛艇（使用斯特林式轮机系统）
- 瑞典A26型潛艇（使用改良型斯特林式轮机系统）

另外瑞典销往新加坡海军的2艘瓦斯特哥特兰级也将改装斯特灵式轮机系统。

- 日本蒼龍級潛艇（使用斯特林式轮机系统），1-10號艦使用，现服役于日本海上自卫队。

- 中国32型潛艇（使用斯特林式轮机系统），服役于中国海军。
- 中国039A/B/C型潜艇（使用中國製斯特林式輪機系統），服役于中国海军。

- 巴基斯坦漢果級潛艇 (2022年)（使用斯特林式輪機系統）

- 德国209-1400型潜艇（使用燃料电池），服役于德国海军；
- 德国212型潜艇（使用燃料电池），服役于德国海军；
- 德国214型潜艇（使用燃料电池），服役于德国海军；

- 海豚級潛艦（使用燃料电池），服役于以色列海军；

- 韩国島山安昌浩級潛艇（使用燃料电池），服役于韩国海军。

- 西班牙S-80型潛艇（英语：S-80 Plus-class submarine）（使用燃料电池），服役于西班牙海军。

- 印度虎鯊級潛艇（英语：Kalvari-class submarine (2015)），計畫改裝燃料電池推進系統。

- 俄國拉達級潛艇（使用燃料电池），不過傳出國產絕氣推進系統頻頻出包，俄國似乎有意向外國進口。

## 延伸閱讀
- Thornton, LCDR Grant B.  (PDF) (M.S. Naval Architecture and Marine Engineering and M.S. Mechanical Engineering论文). Massachusetts Institute of Technology. 1994  [2016-03-04]. （原始内容存档 (PDF)于2016-03-04）.
- Whitman, Edward C., , Undersea Warfare (13) (United States Navy), Fall 2001, (13)  [2008-04-13], （原始内容存档于2007-12-08）
- Rogoway, Tyler. . Foxtrot Alpha. October 23, 2014  [April 2015]. （原始内容存档于2020-11-09）.